# Terrestrische Fotogrammetrie
Als terrestrische Fotogrammetrie oder terrestrische Photogrammetrie wird die Vermessung terrestrischer Objekte durch an der Erdoberfläche aufgenommene Messbilder bezeichnet. Sie war um die Jahrhundertwende die erste Methode der Fotogrammetrie, als man noch keine Luftbilder kannte, und diente damals auch zur topografischen Geländeaufnahme. Letztere erfolgt heute jedoch überwiegend durch Satellitenbilder oder Luftbildfotogrammetrie.
Durch terrestrische Messbilder werden heute nur Objekte bis etwa 100 m Ausdehnung vermessen, vor allem Gebäude und Fassaden (Architekturphotogrammetrie), Steinbrüche oder Schottergruben, ferner zur Beweissicherung von Verkehrsunfällen und fallweise zur detaillierten Ergänzung von Landkarten um kleine Landformen oder um die Felszeichnung steiler Bergflanken. 
Die Einmessung der Objekte erfolgt mittels zweier oder mehrerer „Fotogramme“, die von speziellen, auf Vermessungsstativen aufgestellte Kameras aufgenommen werden. Die Kamerastandpunkte werden gegenseitig (lokal) vermessen oder in einem Vermessungsnetz bestimmt. Die gegenseitige Orientierung der Messbilder erfolgt durch sogenannte Passpunkte. Für die Auswertung werden in den Bildern idente, gut sichtbare Punkte ausgewählt und ihre Koordinaten durch geometrische Schnittmethoden ermittelt.